# 布莱斯城堡庄园
布莱斯城堡（Blaise Castle）建于1766年，位于英格兰布里斯托尔的布莱斯城堡庄园内，靠近亨伯里，是一座II*级登录建筑。庄园内还包括一座布莱斯城堡之家（Blaise Castle House），也是一座II*级登录建筑，建于18世纪。此外还有 布莱斯村庄，包括建于1811年的九间小屋，围绕绿地，为退休员工建造，还有各种附属建筑。花园也列入 II*级英国具有特殊历史价值的历史公园和花园法定名录。
此处在新石器时代、青铜时代、铁器时代和古罗马时期都有人类活动的迹象。解散修道院之后，此处被出售。1766年托马斯·法尔委托建筑师罗伯特·米尔内建造了这座哥特复兴风格的城堡。法尔破产后，庄园曾数次出售。1789 年，约翰·斯坎德雷特·哈福德拆除了以前的住宅，建造了新古典主义建筑布莱斯城堡之家（Blaise Castle House）。他的儿子小约翰·斯坎德雷特·哈福德继续建设城堡和庄园。花园由汉弗莱·雷普顿在19世纪初布置。他的家族拥有庄园直到1926年，被布里斯托尔市议会收购。庄园现在归布里斯托市议会所有，由布里斯托尔城市博物馆与美术馆开设为博物馆，收藏了各种藏品。19世纪30年代添加的画室挂满了绘画，大部分是19世纪的。还展出了布里斯托尔博物馆的10，000件历史服装和18世纪到1980年代的玩具。

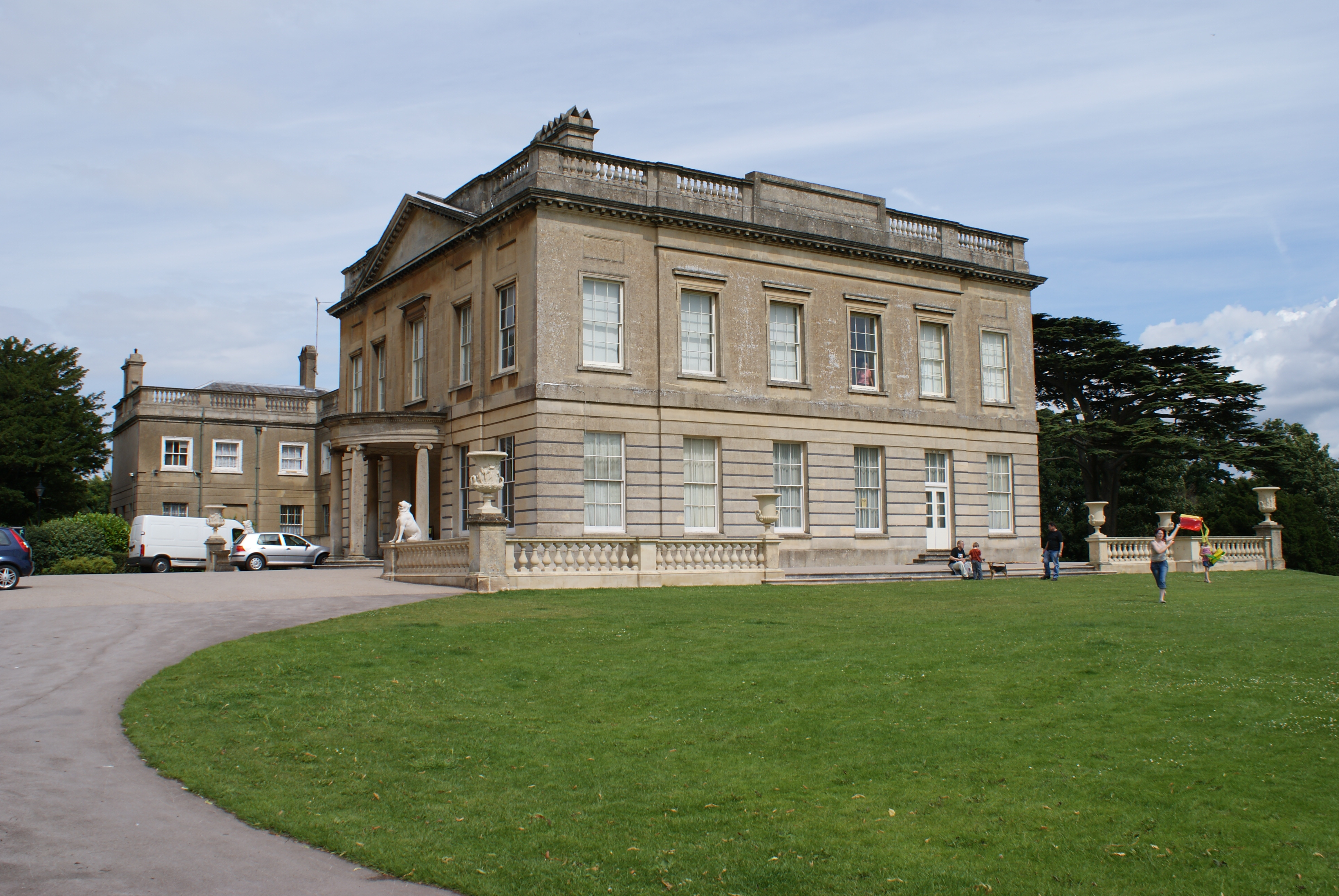

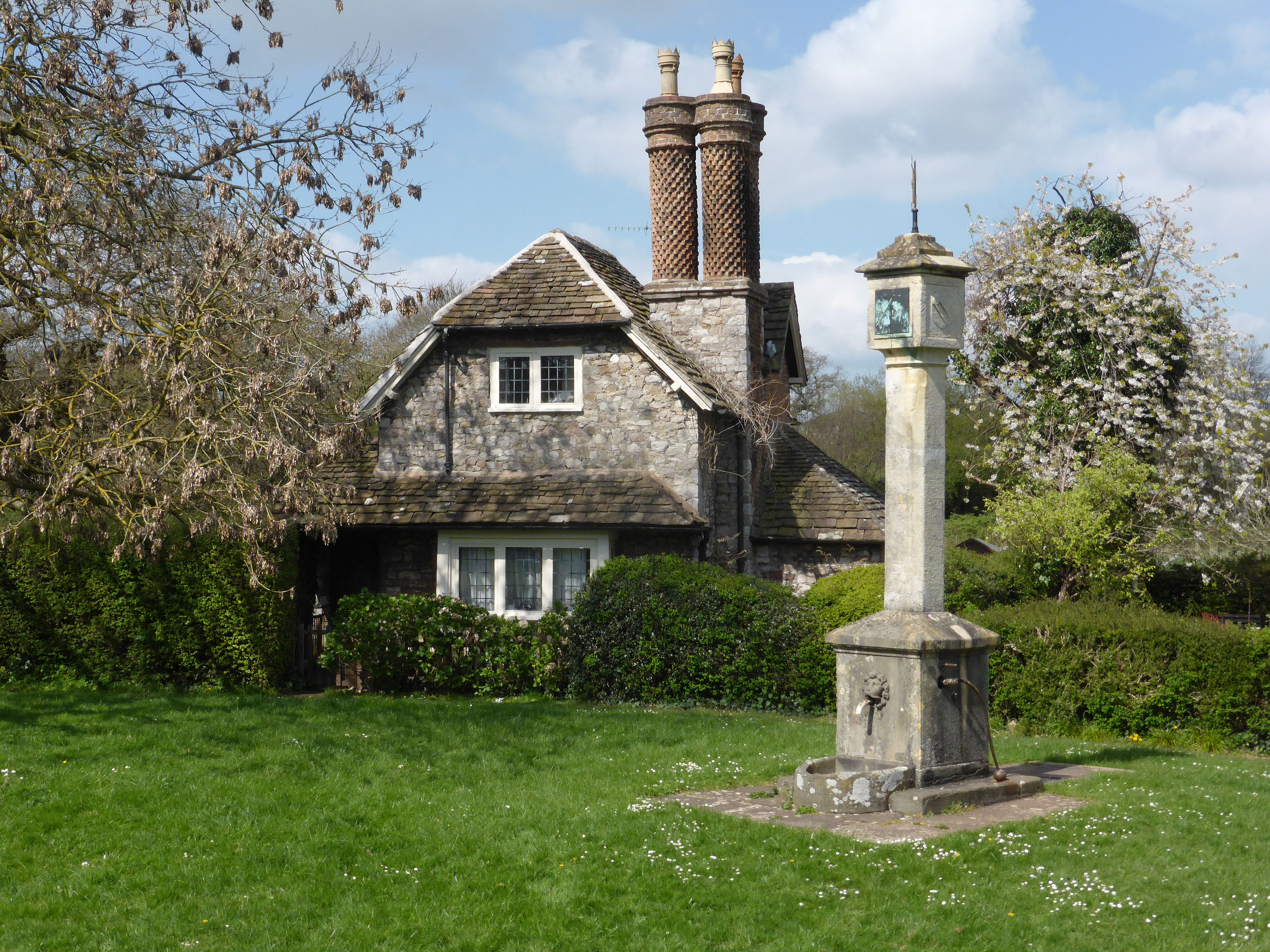